# Вильфранш-де-Руэрг (кантон)
Вильфра́нш-де-Руэ́рг (фр. Villefranche-de-Rouergue) — кантон во Франции, находится в регионе Юг — Пиренеи, департамент Аверон. Входит в состав округа Вильфранш-де-Руэрг.
Код INSEE кантона — 1242. Всего в кантон Вильфранш-де-Руэрг входят 7 коммун, из них главной коммуной является Вильфранш-де-Руэрг.

## Коммуны кантона
| Коммуна            | Население, чел. (2006) | Почтовый индекс | Код INSEE |
| ------------------ | ---------------------- | --------------- | --------- |
| Велурль            | 600                    | 12200           | 12287     |
| Вильфранш-де-Руэрг | 12 040                 | 12200           | 12300     |
| Ла-Рукет           | 698                    | 12200           | 12205     |
| Мартьель           | 885                    | 12200           | 12140     |
| Морлон-ле-О        | 547                    | 12200           | 12159     |
| Савиньяк           | 594                    | 12200           | 12263     |
| Тулонжак           | 691                    | 12200           | 12281     |

## Население
Население кантона на 2006 год составляло 16 055 человек.
| 1962   | 1968   | 1975   | 1982   | 1990   | 1999   | 2006   | 2007 |
| ------ | ------ | ------ | ------ | ------ | ------ | ------ | ---- |
| 12 205 | 13 679 | 15 197 | 15 953 | 15 917 | 15 588 | 16 055 | —    |